# Backup festival
Das backup_festival war ein zwischen 1999 und 2019 jährlich in Weimar stattfindendes internationales Kurzfilmfestival für Nachwuchstalente. Es suchte neue Herangehensweisen an das Medium Film und unterstützte die kreative Auseinandersetzung mit den Grenzen und Möglichkeiten des filmischen Formats. Das Festival förderte und ermöglichte den Austausch zwischen Film-, Design- und Medienkünstlern, sowie Theoretikern und Produzenten.

## Überblick
Das backup_festival beschäftigt sich mit der Entwicklung des filmischen Formats. Es sucht avantgardistische Grenzgänger, die vorhandene Kategorien, Formate und Genres des Films miteinander in Beziehung bringen, auflösen und neu zusammensetzen. Dabei geht es mehr um neue bestechende Ideen und innovative Formen als um Aufwand und technische Perfektion.
Neben der Prämierung der Beiträge präsentiert das backup_festival ein vielfältiges Rahmenprogramm. Dieses besteht aus dem backup.connect, backup.at.home, backup.lounge und backup.club. Es geht darum, in einer Kombination aus Workshops, Podien und Installationen eine Fläche für Kommunikation, Diskussion und Reflexion zu schaffen. Medienschaffende aus aller Welt können so ihre Projekte einer breiten Öffentlichkeit vorstellen und Kontakte für zukünftige Zusammenarbeit knüpfen.
Seit einigen Jahren wird das backup_festival von dem Bauhaus Film Institut (BFI) unterstützt.
Im Vergleich zu anderen Filmfestivals richtet sich das backup_festival nicht vorrangig an Filmhochschulen, sondern an Studierende und Absolventen von Kunst-Medien- und Gestaltungshochschulen. Besuchern und Interessierten bietet das backup_festival eine Mischung aus internationaler Medienszene, kreativem Austausch und inspirierendem Zusammentreffen.

## Gründung
Das Festival wurde im Kulturhauptstadtjahr 1999 in Weimar von den Studenten der Fakultäten Medien und Gestaltung der Bauhaus-Universität ins Leben gerufen. Im Mittelpunkt steht der Versuch eine kontinuierliche Bestandsaufnahme der neuen Medien zu schaffen und eine Brücke zwischen der Anwendung digitaler Techniken und dem traditionellen Medium Film zu schlagen. Studenten wie auch Professoren der Universität leisteten dabei Hilfestellung und setzen sich zum Ziel, eine Plattform für junge und engagierte Mediengestalter, Kreative und Filmschaffende zu bieten. Unter der Festivalleitung von Juliane Fuchs, kann das backup nach fünfzehn Jahren auf eine bewegte und erfolgreiche Festivalgeschichte schauen. 2006 erreichte es mit 3000 Besuchern und 1100 internationalen Einsendungen aus 38 Ländern seinen bisherigen Höhepunkt.

## Programm
Im Mittelpunkt des Festivals steht die Leinwandpräsentation außergewöhnlicher filmischer Arbeiten, die zusammen in einen Wettstreit treten. Die Vorauswahl der gezeigten Beiträge wird von Studierenden und Alumni der Bauhaus-Universität Weimar getroffen. Die Bewertung der Filme erfolgt durch eine Fachjury, die sich jedes Jahr neu aus Film- und Fernsehmachern, Produzenten, sowie Verleihern und Medientheoretikern zusammensetzt.

## Partys
Die Partys während des Festivals sind ein Teil des umfangreichen Rahmenprogramms. Sie laden Studenten, Weimarer, Künstler und Festivalbesucher ein, gemeinsam zu feiern.

## backup.award
Im Herzstück des backup_festivals geht es um experimentelle Kurzfilme, die bisherige Kategorisierungen aufbrechen und innovative Formen schaffen. Die Beiträge sollen sich durch ungewohnte Schaffensweise auszeichnen. Der backup.award will Produktionen, die aufgrund ihrer besonderen Erzählweise, Struktur oder Ästhetik auffallen, besonders hervorheben.

## backup.clip.award
Der backup.clip.award steht für die Symbiose von Bild und Musik. Das kommerziell als ausgestorben geltende Konzept Musikvideo wird mit dem backup.clip.award als wichtiges Erprobungsfeld für den Nachwuchs wiedererweckt. Gesucht werden experimentelle Musikvideos, die unter Verwendung unterschiedlicher Medien und Techniken eine außergewöhnliche Mixtur von Film und Musik schaffen.

## backup.at.home
Backup@home bringt einen Teil der eingereichten Kurzfilme in die privat-gemütlichen Wohngemeinschaften von Weimarer Studierenden. An jedem Festivaltag findet ein Kurzfilmabend in einer anderen WG statt, zu dem jeder Interessierte eingeladen ist.